# Leo Sanfelice
Leopoldo Sanfelice, detto Leo Di Sanfelice (Reggio Calabria, 30 ottobre 1935), è un pianista, cantante, compositore, nonché personaggio televisivo italiano.

## Biografia
Discendente da una famiglia ducale siracusana, specializzato nel repertorio jazz (ha preso parte a Umbria Jazz), ragtime e swing all'italiana, nel 2008 e nel 2009 ha partecipato come responsabile del commento musicale alla trasmissione televisiva di Pino Strabioli Cominciamo bene - prima, striscia quotidiana in onda ogni mattina dal lunedì al venerdì su Rai 3..
Come musicista è stato scoperto e lanciato da Renzo Arbore all'interno degli show della sua Swing Maniacs, sia in teatro che in spettacoli televisivi.
Reggino di nascita ma romano d'adozione, di origini nobili, laureato in scienze politiche, Sanfelice è un artista poliedrico ed un esempio di one man show formatosi nei piccoli circoli musicali sullo stile dei Café Chantant, in grado di alternare sketch, canzoni e gag improvvisate. I suoi monologhi sono un pretesto per presentare brani in stile vintage inframmezzati da spiegazioni, aneddoti, dialoghi con il pubblico. Durante la sua carriera di musicista, ha suonato nei posti più chic del Mondo, e per le personalità più prestigiose. Hanno fatto parte della sua Orchestrina, personaggi poi passati alla storia, come il Maestro Pippo Caruso, allora chitarrista in Taormina, e anche Lucio Battisti, in una estate passata alla "Sciaia a Mare" in quel di Brindisi, tutto raccontato nel suo Libro " Il Pianista Viaggiatore (incontrava Vip e Pip a tutte l'ore) Ediz Clichy.
Le sue canzoni, dai testi spensierati, si richiamano a quelle in voga negli anni trenta, quaranta e cinquanta ed hanno spesso un contenuto provocatorio o dissacrante, come nel caso del tango intitolato Chiamami Rosita in cui vengono espressi i pensieri proibiti di un medico che sogna di lanciarsi in danze goliardiche con il proprio infermiere in veste di macho.
La giornalista Marinella Venegoni, recensendo per La Stampa il tour 2002 degli Swing Maniacs di Renzo Arbore, ha scritto, a proposito di Sanfelice: 
"L'idea della Piazza Gremita, la folla che ascolta la musica, festante, sorridente, è, in effetti giusta e bella. Mi ricorda la democrazia di Atene. Oh si, quanto farebbe bene alla salute dell'umanità ricordare, spesso, la grande Grecia, i suoi antichi insegnamenti. Agorà. idea meravigliosa se tutti ricordassero, il giorno dopo e dopo e dopo, di essere stati in una piazza ad abbracciarsi in nome di Amicizia e Amore e promettere Fratellanza e Pace." ( Epilogo del libro " Il Pianista Viaggiatore")

## Discografia parziale

### 45 giri
- 1973: Picchiami/Cosa ne hai fatto del mio cuore (Smash, SM 6004)

## Repertorio
Fra le canzoni composte da Sanfelice figurano i seguenti brani pubblicati nel CD: Voglio fare la modella:
- Ho caldo
- Letto di bambù
- Laggiù nel Perù
- Ritrovate in soffitta
- Chiamami Rosita
- Nello
- Le scale del destino
- Tango per Angelino
- A 3 km da Forlì
- Luana
- Voglio fare la modella
- Signorina Adelina
- Tango nel fango
- Cos'è dimmi cos'è
- Signorina very good
- Manchester Rag

## Radio e televisione
Per Radio RAI:
- 15 minuti con ...
- La spulce nello stivale (1985)
- Le piace la radio? (1985)
- Il guastafeste (1986-1987)
- Stasera a Via Asiago 10 (con Renzo Arbore, 1997)
- Stasera a via Asiago: Viaggio nel jazz (con Massimo Catalano, 1999)

Trasmissioni televisive RAI:
- Italia Sera Special (1996)
- Domenica In (1996)
- Porta a Porta (1996)
- Son felice sol così quando canto notte e dì: Do Re Mi Fa Sol La Si (2004)
- Speciale per me, ovvero meno siamo meglio stiamo (2005)
- Cominciamo bene - Prima

Per Canale 5:
- Il Mattatore (con Vittorio Gassman, 1999)
- Maurizio Costanzo Show (2002)
- Donna sotto le stelle (2002)

Per Telemarte Sicilia International:
- Non sparate sul pianista (2000)

Per Stream TV:
- Casa Laurito (2001)